# 栃木県立鹿沼高等学校
栃木県立鹿沼高等学校（とちぎけんりつかぬまこうとうがっこう）は、栃木県鹿沼市万町に所在する公立の高等学校。前身は県立鹿沼高等女学校。通称は鹿高（）。

## 設置学科
- 普通科

## 概要
1925年創立の栃木県立鹿沼高等女学校を前身とする。戦後、1948年に男女共学の鹿沼高等学校となり、2015年には創立90周年を迎えた。かつては普通科と家政科を設置していたが、後者は1995年に閉科し、現在は普通科のみとなっている。
学級数
全学年6学級
校歌
作詞は勝承夫、作曲は下総皖一によるもので、3番まである。各番には学校名の「鹿沼高」が登場する。
校章
「高」の文字に橄欖の三つ葉を配したものであり、高校生活を中心として、知・情・意の発展と真・善・美の理想を求める精神とを象徴している。

## 沿革
- 1925年 - 栃木県立鹿沼高等女学校として開校。鹿沼尋常高等小学校の校舎を借りて授業開始。[3]
- 1926年 - 校舎を現在地に新築移転。
- 1948年 - 学制改革により鹿沼高等学校（男女共学）となる。
- 1949年 - 鹿沼市立女子高等学校と統合。
- 1951年 - 栃木県立鹿沼高等学校と改称。
- 1995年 - 家政科を廃止し、普通科のみの10学級となる。
- 1997年 - 1学年9学級となる。
- 2001年 - 1学年8学級となる。
- 2004年 - 1学年7学級となる
- 2005年 - 創立80周年を迎える。
- 2011年 - 1学年6学級となる
- 2015年 − 創立90周年を迎える。

## 通学手段
鉄道
東武鉄道日光線 新鹿沼駅から徒歩約7分
路線バス
リーバス（関東バス） 「鹿沼高校前」停留所から徒歩約1分
鹿沼市内から通学する生徒は徒歩または自転車が一般的である。市外在住の生徒は前述の新鹿沼駅を利用することが多いが、学校から2.5km程離れたJR日光線の鹿沼駅を利用し、駅から学校まで自転車や路線バスで通学する生徒も存在する。路線バスは市内遠方や宇都宮市在住の生徒を中心に利用される。なお、「鹿沼高校前」停留所以外の校名を冠した路線バスの停留所として、学校から北西に約300m離れた場所に「鹿沼高校入口」停留所が存在する。

## 制服
夏服
男子は白の開襟ワイシャツにスラックス、女子は白のセーラー服かブラウスにスカートまたはスラックス。
冬服
男子は黒の詰襟学ランにスラックス、女子は黒のセーラー服とブレザータイプにスカートまたはスラックス。
女子の制服がセーラー型とブレザー型の2種類制定されているのが特徴であり、自由に選択することが可能である。また、2020年度より女子用のスラックスが新たに導入された。

## 部活動

### 運動部
- バスケットボール部
- バレーボール部
- ソフトテニス部
- 卓球部
- 野球部
- 剣道部
- 弓道部
- ダンス部
- サッカー部
- フィールドホッケー部
- アーチェリー部

### 文化部
- サイエンス部
- 写真部
- 茶華道部
- 書道部
- アート部
- 演劇部
- 放送部
- 音楽部
- 手芸部
- 囲碁将棋部
- ボランティア部
- カレー研究部

## 著名な出身者
- 柳田邦男 - ノンフィクション作家、元NHK記者
- 山田詠美 - 作家、直木賞受賞
- 永山彦三郎 - 作家、教員、開高健賞奨励賞受賞
- 岸野香 - 日本画家、日本美術院同人、女子美術大学教授[6]
- 大貫惇睦 - 物理学者、大阪大学名誉教授
- ひろたみゆ紀 - ニッポン放送のアナウンサー
- 若林芽育 - とちぎテレビなどに出演のフリーアナウンサー
- 石波義人 - 劇団四季所属の舞台俳優
- TAKE-C ‐ SHAKALABBITS ギタリスト
- 齋藤仁志 - 陸上選手（短距離走）、2009年世界陸上ベルリンと2011年世界陸上大邱の日本代表
- 高木光春 - 弁護士、元日本弁護士連合会副会長、元関東弁護士会連合会理事長
- 眞杉瑞夫 - 元日光市長
- 佐藤信 - 元鹿沼市長
- 松井正一 - 鹿沼市長、元栃木県議会議員
- 松本良 - シンガーソングライター
- 増渕敦人 - 弓道・教士八段、第43回全日本弓道選手権大会優勝者（史上最年少）
- 茂呂和世 - 理化学研究所生命医科学研究センターチームリーダー、大阪大学医学系研究科教授[7]